# Jelle's Marble Runs
Jelle's Marble Runs is een YouTube-kanaal begonnen door de broers Jelle Bakker en Dion Bakker. Op het kanaal plaatsen ze video's van knikkers en knikkerbanen.

## Achtergrond
Jelle Bakker heeft autisme en was als 4-jarig kind al zeer gefascineerd door knikkers en knikkerbanen. Hij bouwde knikkerbanen voor onder meer een Nijmeegse speelgoedwinkel, Museumpark Orientalis Heilig Land Stichting, het Discovery Center Continium in Kerkrade, het MAD Museum in Stratford-upon-Avon alsook in Berlijn en China. Hij opende in 2019 zijn eigen knikkermuseum in de Passage Molenpoort in Nijmegen.

## YouTube-kanaal
De broers Bakker plaatsten vanaf 2006 ook video's van knikkerbanen op YouTube. Op een bepaald moment werden de video's opgepikt als een soort wedstrijd tussen de verschillende knikkers, in eerste instantie zonder commentaar. De Amerikaan Greg Woods plaatste in 2015 of 2016 een video met zijn commentaar als ware het een serieuze sportwedstrijd en sindsdien is hij de officiële commentator van de knikkerraces. Dit leidde tot meer aandacht. Kijkers van de video's zijn zich ook bezig gaan houden met het fan zijn van bepaalde knikkers of knikkerteams en het bedenken van fictieve achtergronden voor elk team.
Toen in 2020 vrijwel alle sportcompetities stil kwamen te liggen vanwege de coronapandemie ging het kanaal viral. In mei 2020 maakte John Oliver bekend met zijn programma Last Week Tonight with John Oliver het nieuwe seizoen van Jelle's Marble Racing te sponsoren.
Er worden video's geplaatst in enkele series:
- 'Marble League', voor 2019 'MarbleLympics', vanaf 2016, zeer diverse onderdelen, geïnspireerd op de Olympische Spelen
- 'Marble Rally' of 'Sand Marble Rally', vanaf 2016, op een buitenbaan door zand en aarde
- 'Hubelino Tournament, in 2016 en 2018, in samenwerking met Hubelino knikkerbanen
- 'Marbula One', in 2020, races op een snel indoor-circuit in meerdere rondjes, een lopende band brengt elke knikker weer omhoog voor het volgende rondje
- 'Marbula E Race', in 2020, samenwerking met de Formule E, met circuits gebaseerd op en namen van teams uit de Formule E, met lopende band voor meerdere rondes

Daarnaast zijn er nog filmpjes met speciale knikkerbanen, losse knikkerwedstrijden of ontwikkelingen rondom het kanaal.
Sinds januari 2021 wordt het televisieprogramma Marble Mania op SBS6 uitgezonden, dit programma is in grote lijnen gebaseerd op het YouTube-kanaal van Bakker. De broers hadden diverse gesprekken met Talpa Network om ook deel uit te maken van het programma. Echter om praktische redenen bleek een samenwerking voor het programma niet mogelijk nadat de twee partijen er samen niet uitkwamen.